# Litanije
Litanije (grč. λιτανεία - molitva, poziv u pomoć; lat. litaniae) su vrsta molitve koja se može susresti u kršćanskoj liturgiji, a ispovjednog su karaktera, mole se za dobivanje određene milosti ili na neku nakanu. Mogu se pjevati ili recitirati. 
Prve litanije datiraju iz 5. stoljeća, kada su se molitve kao prijelazna pjesma pjevale između svećenika i naroda tijekom procesija. Tada se razvijaju i posebni oblici, koji su obično sadržavali Kyrie Eleison (Gospodine, smiluj se) i Agnus Dei (Jaganjac Božji), i koje su se koristile na misama a s vremenom su dobile standardni oblik. 
Litanije su prepoznatljive po tome što svećenik ili predmolitelj izgovara invokacije, a okupljene osobe svaka za sebe odgovara, obično s "moli za nas" ili "smiluj nam se". Litanije se završavaju zajedničkom molitvom o Božjem milosrđu.   
Unutar Katoličke Crkve postoji više vrsta litanija, a neke se koriste tijekom liturgije. Druge litanije se koriste u privatne svrhe. 
Litanije koje se koriste u liturgiji su:
- Litaniae lauretanae - litanije Blažene Djevice Marije
- Litaniae Sancti Ioseph - molitva sv. Josipu
- Litaniae Sanctissimi Nominis Iesu - litanije Presvetog Imena Isusovog
- Litaniae de Sacratissimo Corde Iesu - litanije Presvetog Srca Isusovog
- Litaniae Sanctorum - litanije Svih svetih
- Litaniae pretiosissimi Sanguinis Domini Nostri Iesu Christi - litanije Presvete Krvi Isusove

Druge poznate litanije, koje se koriste samo u privatne svrhe, su npr. litanije arkanđela Gabrijela ili litanije Svete Rite iz Cascie. Veliki broj litanija je uglazbljen.

## Skladbe
- Marc-Antoine Charpentier, Loretske litanije (9 skladbi): H.82 (1680.), H.83 (1683.-'85.), H.84 (1690.), H.85 (1688.-'90.), H.86 (1690.), H.87 (1690.), H.88 (1690.), H.89 (1690.), H.90 (1690.)
- Henry Du Mont: Loretske litanije (1652.)
- František Ignac Tuma, Lytaniae Lauretanae (18. st.)
- Karol Szymanowski, Litanije Djevice Marije Op. 59 (1933.)
- Francis Poulenc, Litanies de la Vierge noir (Litanije Crnoj Djevici, prema kipu u  Rocamadouru)

U Hrvatskoj postoji više pučkih i uglazbljenih inačica Lauretanskih litanija. Ansambl Kolbe i redovnici samostana sv. Frane u Šibeniku skladali su Pjevane litanije sv. Ante 2022.